# Otis Grant
Otis Grant est un boxeur jamaïcain né le 23 décembre 1967 à Saint Ann, Jamaïque.

## Carrière
Il commence sa carrière professionnelle au Canada en 1988 et s'illustre en remportant le titre national des poids moyens en 1991 puis la ceinture de champion d'Amérique du Nord NABF de la catégorie l'année suivante. Battu le 15 mars 1994 par Quincy Taylor, Grant redevient champion NABF en 1995 puis remporte le titre vacant de champion du monde WBO des poids moyens le 13 décembre 1997 aux dépens de Ryan Rhodes. Il ne défend qu'une seule fois ce titre et préfère affronter Roy Jones Jr en mi-lourds mais il s'inclinera le 14 novembre 1998 au 10e round.